# Ок-Ридж
Ок-Ридж (англ. Oak Ridge) — город в штате Теннесси, США. Население на 2019 год — 29 156 человек (27-й по количеству жителей город штата). Он был основан в 1942 году в ходе «Манхэттенского проекта» — программы правительства США по разработке ядерного оружия в годы Второй мировой войны. В Ок-Ридже располагались предприятия по обогащению урана.
В связи с тем, что в городе располагалась национальная лаборатория Ок-Риджа и комплекса национальной безопасности Y-12, научно-техническое развитие по-прежнему играет решающую роль в экономике и культуре города в целом.

## География
Согласно данным бюро статистики США, город занимает общую площадь 232,9 км², из которых 221,6 км² приходится на сушу и 11,3 км² — на водные ресурсы.